# ТЭЦ Пулавы
ТЭЦ Пулавы – теплоэлектроцентраль на востоке Польши, за четыре десятка километров на северо-запад от Люблина.
Для обеспечения своих потребностей химический завод Zakłady Azotowe Puławy имеет свою ТЭЦ, на которой по состоянию на середину 2010-х годов работали четыре паровые турбины общей мощностью 117 МВт. Две из них типа VPT30/30-90/14/2.5 мощностью по 30 МВт были поставлены в 1965 и 1966 годах чешским Первым Брненским машиностроительным заводом. Одна типа 9UP-32-2 с показателем 32,5 МВт была изготовлена в 1971 году компанией Zamech из Эльблонга. Наконец, в 1982 году Первый Брненский поставил турбину PR25/25-90/33/14 мощностью 25 МВт.
Пара для турбин поступала от смонтированных в 1966–1979 годах пяти котлов типа ОР-215 производства компании Sefako из Сендзишува. В качестве топлива они использовали уголь, а также природный газ и отходы химического производства (сумесь MEAK, состоящая из сложных эфиров, спиртов и кислот).
По состоянию на 2018 год за станцией числились уже три турбины общей мощностью 87,5 МВт.
В 2019 году было объявлено о начале строительства нового угольного энергоблока электрической и тепловой мощностью 100 МВт и 300 МВт соответственно. По планам, он заменит старые генерирующие мощности.